# Sobralia augusta
Sobralia augusta är en orkidéart som beskrevs av Frederico Carlos Hoehne. Sobralia augusta ingår i släktet Sobralia och familjen orkidéer. Inga underarter finns listade i Catalogue of Life.